# Louise Tschanz
Pour les articles homonymes, voir Tschanz.
Louise Tschanz, née en 1987, est une avocate française spécialisée dans le droit de l'environnement et plus particulièrement dans les affaires relatives à des pollutions.

## Biographie

### Jeunesse et études
Louise Tschanz grandit en baie de Somme, élevée par eux parents instituteurs. Pendant ses années de lycée, elle suit un atelier de géopolitique qui la passionne pour la question écologique et ses implications. En parallèle, elle lit une biographie de Gandhi qui rappelle notamment le parcours d'avocat de celui-ci, ce qui guide la future carrière professionnelle de la jeune fille.
Elle suit des études en droit de l’environnement à Paris-Saclay et obtient son master en 2010 ; puis elle suit le cursus de l'ÉFB Paris jusqu'à l'obtention de son diplôme d'avocat en 2013,.

### Carrière
Pendant les premières années de sa carrière, Louise Tschanz travaille en Colombie et en Allemagne au sein de différents cabinets d'avocats. En Colombie notamment, elle travaille à la défense de plusieurs communautés indigènes. Par la suite, elle intègre Fidal, où elle est responsable du département environnement de 2018 à 2021 ; à cet effet, elle reçoit en 2020 le certificat de spécialisation en droit de l’environnement.
En 2021, elle fonde le cabinet Kaizen avocat, spécialisé en contentieux environnemental, notamment sur la recherche du pollueur-payeur et la création d'une jurisprudence permettant de mettre un terme à l'impunité des entreprises polluantes. Elle se fait connaître notamment en défendant les victimes d'une pollution au trichloréthylène à Grézieu-la-Varenne, en banlieue ouest de Lyon, en 2020 ; cette affaire constitue la première enquête pour écocide dans l'Union européenne,,, puis en participant aux plaintes contre la société Arkema pour la pollution aux composés perfluorés autour de l'usine de Pierre-Bénite,. Cette dernière plainte est rejetée en appel mais l'avocate envisage un recours en cassation voire devant la Cour européenne des droits de l'homme,,.
Un des outils qu'elle utilise pour assigner les pollueurs présumés est le référé pénal environnemental, qui permet de saisir le juge pénal afin de prévenir ou réparer les atteintes jugées irréversibles pour la santé publique et l'environnement,.

## Publications
- [Tschanz & Fernández-Manjarrés 2010] (en) Louise Tschanz et Juan F. Fernández-Manjarrés, « Assisted Colonization: Protect Managed Forests », Science, vol. 330, no 6009,‎ 3 décembre 2010, p. 1319 (ISSN 2270-5279, lire en ligne)
- [Tschanz, Kombila & Garnier 2023] Louise Tschanz, Hilème Kombila et Clara Garnier, Livre blanc : État des lieux et pistes d’évolution du contentieux de la santé environnementale, Lyon, Notre affaire à tous, octobre 2023, 11 p. (présentation en ligne, lire en ligne)[10].